# کوواله پانگسکیه
کوواله پانگسکیه (به لهستانی:  Kowale Pańskie) یک روستا در لهستان است که در گمینا کاونچن واقع شده‌است.
 کوواله پانگسکیه  ۱۹۰ نفر جمعیت دارد.